# Fernão Pires de Andrade

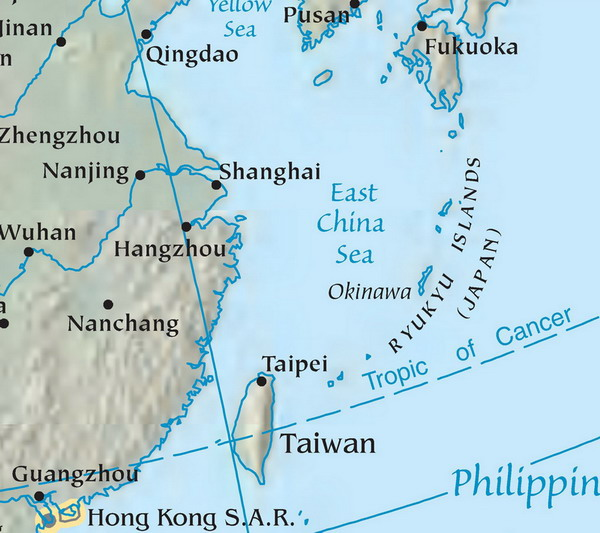
Souostroví Rjúkjú, které měl Andrade za úkol objevit

Fernão Peres de Andrade, též Fernão Pires de Andrade (15. století – 1552) byl portugalský mořeplavec, obchodník a diplomat, objevitel souostroví Maledivy ve službě Afonsa de Albuquerque, guvernéra Portugalské Indie.

## Plavby
Sloužil nejprve v Indii. Roku 1511 velel jedné z lodí ve výpravě Afonsa de Albuquerque z Kóčinu do Malakky a účastnil se dobytí malackého sultanátu. Cestou podle portugalského historika João de Barrosa (1496–1570) se na cestě mezi Cejlonem a Sumatrou v bouři potopila loď Simão Martinha, přičemž Fernão Pires zachránil její posádku. V roce 1512 byl vyslán na Maledivy, kterých dosáhl jako první z Portugalců.
V dubnu 1515 vyplul (společně s novým guvernérem Lopo Soaresem de Albergaria) z Lisabonu do Asie, když mu portugalský král Manuel I. uložil navázání diplomatických a obchodních styků s mingskou Čínou a nalezení souostroví Rjúkjú, o jehož bohatství pocházejícím z obchodu se Portugalci dozvěděli v Malakce. Do Číny se před Fernãem Piresem dostali už Jorge Alvares (roku 1514) a Rafael Perestrello (v letech 1515–16). V Indii přibral Tomé Pirese, vybraného místními portugalskými hodnostáři a kapitány za prvního vyslance v Číně, a pokračoval dále. Do Kantonu připlul s osmi loděmi v srpnu 1517. Přes zpočátku chladný postoj mingských úřadů (ovlivněný portugalským dobytím Malakky, loajálního mingského vazala, o několik let dříve) navázal korektní vztahy a vyslal jednu loď pod velením Jorge Mascarenhy na ostrovy Rjúkjú. Zájem Portugalců o ostrovy ještě zesílil po setkání s rjúkjúskou lodí, která připlula do Kantonu s nákladem japonského zlata, Portugalci se totiž mylně domnívali, že zlato pochází z Rjúkjú. Mascarenhas doplul do fuťienských přístavů Čang-čou, a Čchüan-čou, v němž se rozhodl přezimovat, načež ho Andrade povolal zpět. V září 1518 Andrade odplouval zpět do Malakky pln příznivých vyhlídek. Do Lisabonu dorazil v lednu 1520.
Vyslanec Tomé Pires se s dopisem krále Manuela I. pro čínského císaře zdržoval v Kantonu do začátku roku 1520, kdy se konečně mohl vydat na cestu ke dvoru. Nepodařilo se mu však dosáhnout audience u císaře Čeng-teho ani v létě 1420 v Nankingu, kde tehdy císař pobýval, ani později v Pekingu. Po smrti Čeng-teho v dubnu 1421 nová vláda odmítla Portugalce přijmout a poslala je zpět do Kantonu. Mezitím Fernãův bratr Simão de Andrade svým násilnickým chováním a nakupováním dětí, včetně unesených potomků majetných rodin, vzbudil v Číňanech nevoli. Navíc se rozšířily fámy, že Portugalci jsou kanibalové a ony děti pojídají (prodali je do otroctví, některé byly později objeveny v indickém Díu). Portugalské nerespektování mingských úřadů vyústilo v ozbrojené srážky a vypuzení Portugalců z Číny.
Ve 30. a 40. letech se Portugalci účastnili ilegálního obchodu mezi Čínou a Japonskem v jihovýchodní Asií. Vztahy se normalizovaly až v letech 1550–1557, kdy Portugalsko získalo nadvládu nad Macaem.
Fernão Peres se ve 30. a 40. letech plavil mezi Portugalskem a Indií. Roku 1552 zemřel.